# Bahnhof Wechselburg
Der Bahnhof Wechselburg ist eine Betriebsstelle der Bahnstrecke Glauchau–Wurzen und der früher hier beginnenden Bahnstrecke Wechselburg–Küchwald auf dem Gebiet der Gemeinde Wechselburg im sächsischen Landkreis Mittelsachsen. Seit 2002 ist im Bahnhof der Eisenbahnbetrieb eingestellt und die Anlagen verfallen.

## Lage
Der Bahnhof Wechselburg liegt im Süden des Orts östlich der Zwickauer Mulde.

## Geschichte

### Name
Die Station trug im Lauf der Zeit nur den Namen Wechselburg.

### Betrieb

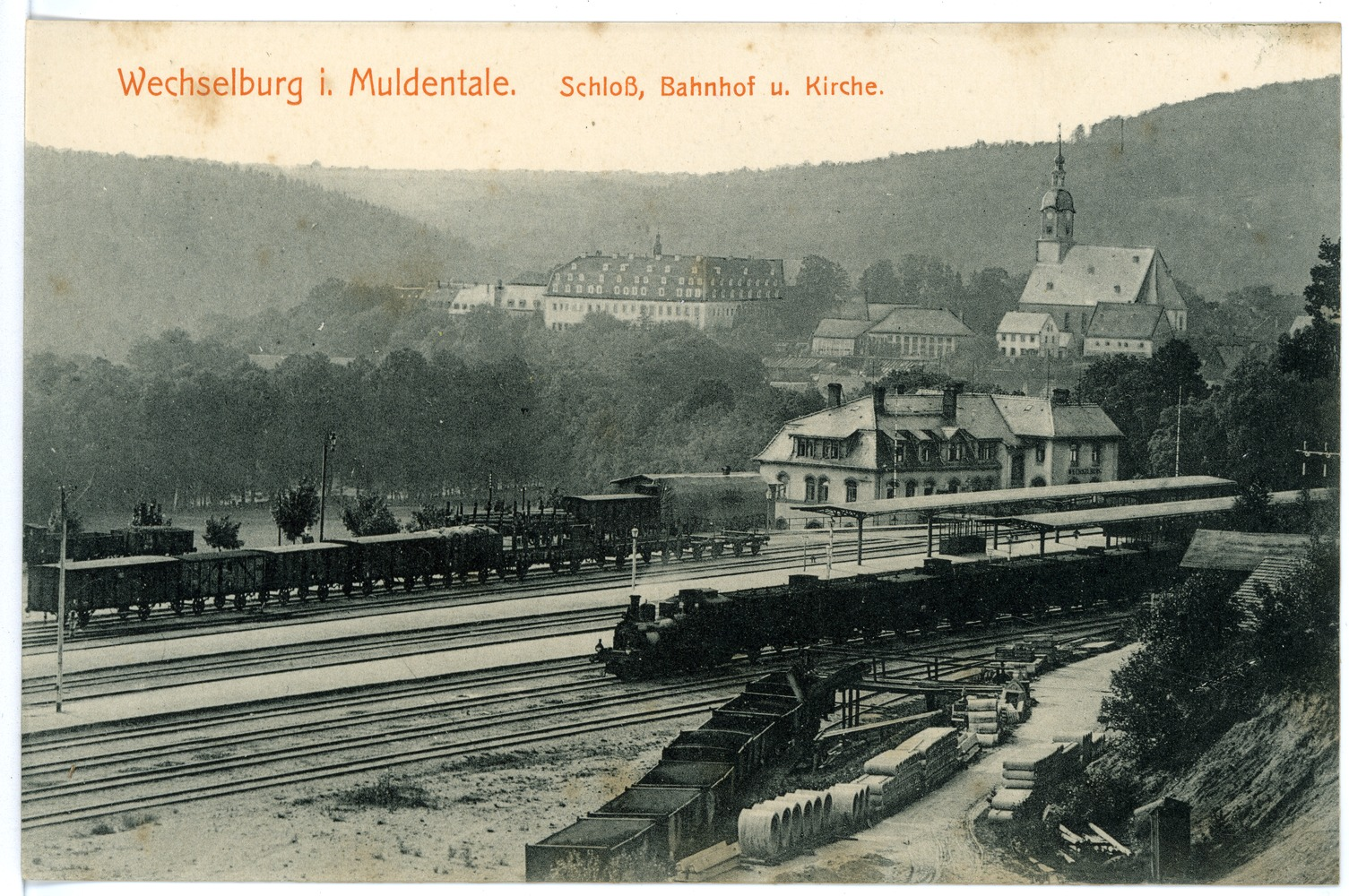
Postkarte von 1913

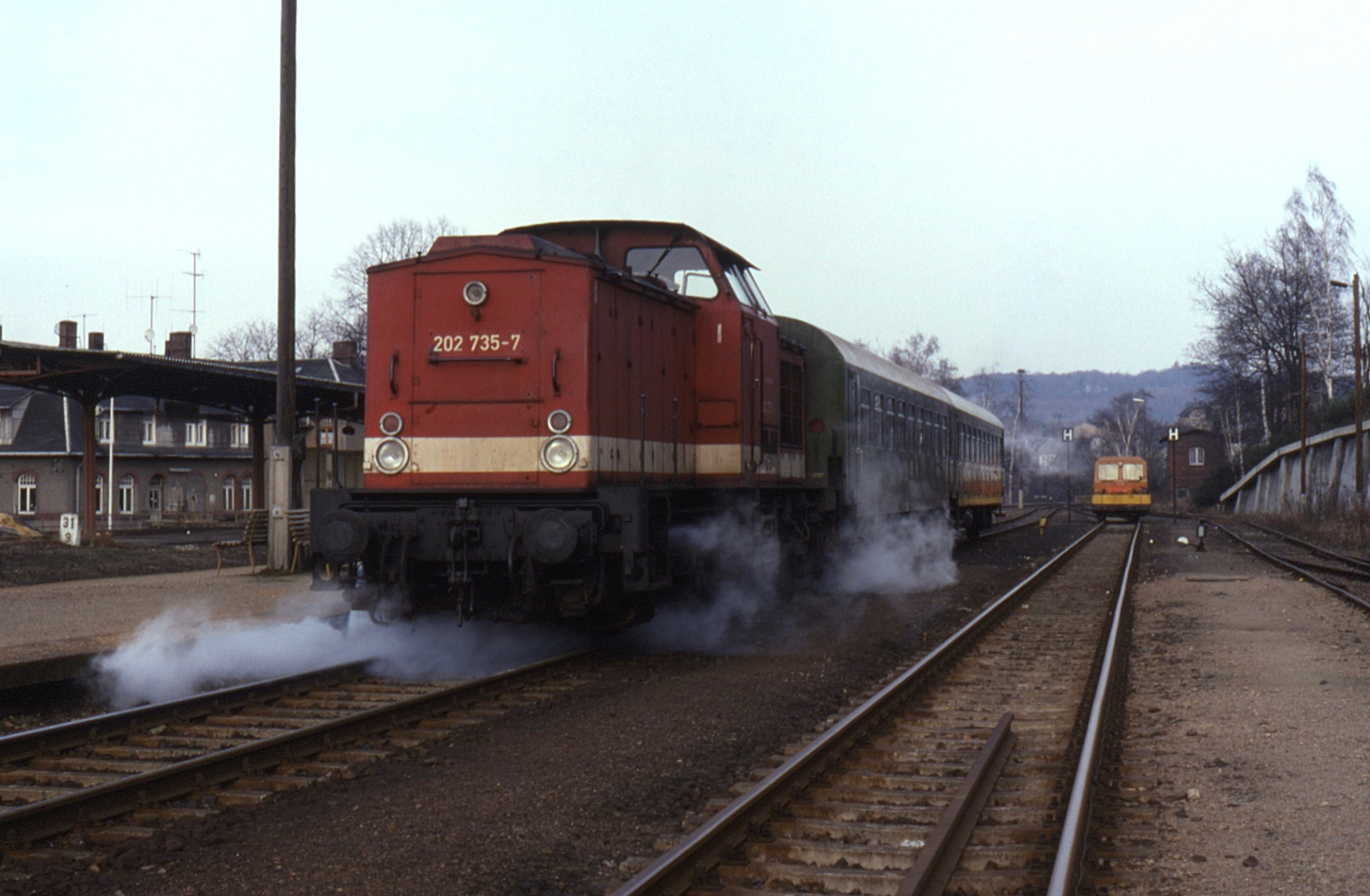
202 735 am 18. Januar 1994 in Wechselburg

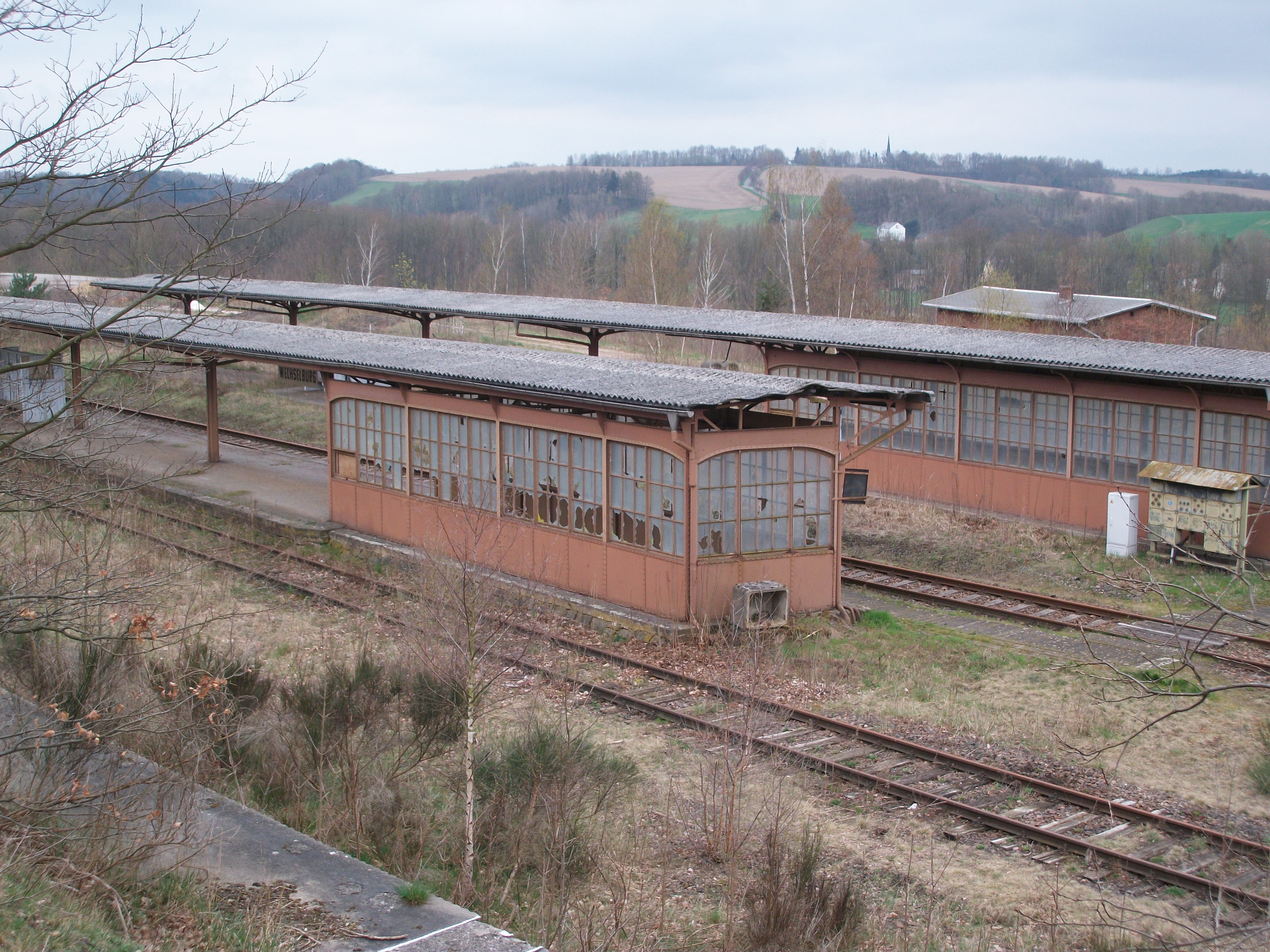
Bahnsteige im Bahnhof Wechselburg (2016)

Der Bahnhof Wechselburg wurde am 29. Mai 1876 zusammen mit dem Abschnitt Penig–Rochlitz der Bahnstrecke Glauchau–Wurzen eröffnet. Zunächst bestand die Station nur aus drei Gleisen, erst mit der Einbindung der am 30. Juni 1902 eröffneten Bahnstrecke Wechselburg–Küchwald (Chemnitztalbahn) wurde der Bahnhof erheblich ausgebaut. Vorher musste der Hang östlich des Bahnhofs für die Gleiserweiterungen abgetragen werden. Nach dem Umbau besaß die Station zwar sieben Gleise, allerdings begannen und endeten nur wenige Züge in Wechselburg. Die meisten Züge aus Richtung Chemnitz wurden bis Rochlitz durchgebunden. Mit der Bahnhofserweiterung entstand auch ein Anschlussgleis zu einer Sandgrube, das bis in die 1970er Jahre bedient wurde. An Hochbauten besaß der Bahnhof Wechselburg neben dem Empfangsgebäude einen Güterschuppen, Gleiswaage, Wirtschaftsgebäude, einen Personentunnel und zwei Stellwerke.
Der schrittweise Bedeutungsverlust des Bahnhofs begann mit der Einstellung des Güterverkehrs auf der Chemnitztalbahn zwischen Wechselburg und Markersdorf-Taura zum 31. Dezember 1994. Am 24. Mai 1998 endete der Personenverkehr auf der Chemnitztalbahn von Wechselburg nach Chemnitz. Auf der Muldentalbahn wurde der Güterverkehr auf dem Abschnitt Wechselburg–Großbothen zum 5. Dezember 1999 eingestellt, der Abschnitt Glauchau–Wechselburg folgte am 1. Juli 2000. Am 9. Juni 2001 verkehrten die letzten Personenzüge zwischen Rochlitz und Wechselburg. Bis zum 13. August 2002 erreichte den Bahnhof Wechselburg von Glauchau aus alle vier Stunden ein Zug, der für die 32 km lange Strecke über eine Stunde brauchte. Nach dem als Jahrhundertflut bekannt gewordenen Elbehochwasser 2002, von dem auch die Zwickauer Mulde betroffen war, wurde der Zugverkehr wegen Hochwasserschäden sowie des dringend sanierungsbedürftigen Zustands verschiedener Ingenieurbauwerke eingestellt. Seitdem verfallen das Empfangsgebäude und die Gleisanlagen.
Seit 11. Juli 2009 finden an einigen Tagen zwischen Rochlitz und Wechselburg bzw. zwischen Penig oder Amerika und Wechselburg durch den 2006 gegründeten „Förderverein Muldentalbahn“ Nostalgiefahrten mit Motordraisinen statt.